# ギンギラギンにさりげなく
「ギンギラギンにさりげなく」は、近藤真彦の4作目のシングルレコード。1981年9月30日に発売された。発売元はRVC（現：ソニー・ミュージックレーベルズ）。

## 解説
「ギンギラギンにさりげなく」はハウス食品「ククレカレー」と富士フイルム「フジカラー写ルンです」（1997年）のCMソング、B面曲「恋のNON STOPツーリング・ロード」はハウス食品「ロッカッキー」（絶版）のCMソングとして、それぞれタイアップしている。
当曲の大ヒットで、1981年大晦日生放送TBSテレビ『第23回日本レコード大賞』では最優秀新人賞を始め、『第12回日本歌謡大賞』放送音楽新人賞、『第10回FNS歌謡祭』最優秀新人賞など、同年に数々の新人賞を獲得した。
当時お笑い芸人として活動していた片岡鶴太郎が近藤の物真似をする際の定番として歌っており、「オレたちひょうきん族」内の「ひょうきんベストテン」が初出であった。オリジナルとは異なる調子の外れたイントロから大暴れし、片岡は人気を得ている。
プロ野球球団千葉ロッテマリーンズの応援団がこの曲を選手別応援歌として使用している。定詰雅彦の応援歌として採用された後、2007年から2009年まで田中雅彦の応援歌として使用された。また、元福岡ソフトバンクホークスの松田宣浩も登場曲として使用していた。
PSP専用ソフト『ぼくのなつやすみ4 瀬戸内少年探偵団「ボクと秘密の地図」』ではゲーム内のテーマソングとして使われている（歌っているのは幸美AMPのボーカル・ゆきみ）。
2017年4月4日からは、サントリー（サントリースピリッツ）『アイスジン/アイスウォッカ』のCM「ジンジラジンにさりげなく」篇で、近藤本人出演による替え歌『ジンジラジンにさりげなく』がオンエアされている。2019年3月28日から、プロボクシングOPBF東洋太平洋スーパーフェザー級王者 三代大訓が入場曲に使用。
曲名の考案者は小杉理宇造。
レーベルには近藤のサインと写真が復活。
余談であるが、スクールメイツ(バックダンサー)時代に本曲を踊っているうちの一人が、のちに同じく歌手としてデビューすることになる森口博子であることが2024年8月1日放送の「あの頃テレビは熱かった！堺正章の昭和スタア同窓会」や同年10月10日放送の「ダウンタウンDX」で紹介された。実際、KBCのKBC新人歌謡音楽祭では共演を果たしている。

### 紅白歌唱歴
1981年末の『第32回NHK紅白歌合戦』では、近藤自身紅白初出場を果たして、白組のトップバッターを務める。更にそれから34年後、2015年末の『第66回NHK紅白歌合戦』では、自身初の白組トリとして、この曲が歌われた。

### メキシコでのカバー「Conóceme」
1980年代に活躍したメキシコのシンガーソングライター、オスカー・アティエOscar Athié（本名Oscar Eduardo Athié Furlong）によるデビューアルバム『コノセメ』Conóceme（1982年）にてカバーされた。Conócemeの出版元はGamma、盤番は GX 01-1245。
曲名はアルバム名と同じConóceme、1曲目の曲である。歌詞は全編スペイン語。
レコード盤やジャケットへの曲名表記はCONOCEME "Gingirag in sarigenaku"　M, Kondo / O, Athié / Johnnys Shuppan となっている。後にEMIから出されたベスト盤30 Exitos (2008年)　では Conécemeのみとなっている。

### 韓国でのブーム
日本の大衆文化の流入制限が続いた韓国でも海賊盤などで広まった一曲で、韓国で80年代に流行したローラースケート場で流れ、密かにヒットした。2024年4月–5月に韓国のテレビ局「MBN」で放送された『韓日歌王戦』は、住田愛子が本曲を力強いダンスと共に日本語で歌唱し、大きな人気を呼び、日本の歌謡曲が注目を浴びるきっかけとなった。住田はアクターズスクール広島に所属する現役高校生アイドル。このブームを受け、『韓日歌王戦』と同じ局で放送されている『韓日トップテンショー』では2024年11月11日放送で、近藤が韓国の音楽番組に初出演し、本曲を披露した。

## 収録曲
1. ギンギラギンにさりげなく（3分47秒）
作詞：伊達歩／作曲：筒美京平／編曲：馬飼野康二
2. 恋のNON STOPツーリング・ロード（3分46秒）
作詞：すずきひさし／作曲・編曲：山下達郎

## カバー
- 斎藤清六 - 1982年に発売されたカバー・アルバム『なんなんなんだ!?』に収録[注釈 3]。
- 少年隊(植草克秀) - 1986年に発売されたアルバム『BACKSTAGE PASS』に収録。
- TOKIO - 2004年9月1日に発売されたカバーアルバム『TOK10』。編曲を高見沢俊彦が担当している。
- グループ魂 - 2006年1月25日に発売された近藤のデビュー25周年記念トリビュート・アルバム『MATCHY TRIBUTE 25th anniversary』に収録。
- GO!GO!7188 - 2008年5月28日に発売されたカバー・アルバム『虎の穴2』に収録[15]。
- 幸美AMP - 2009年7月2日に発売された『ぼくのなつやすみ4 瀬戸内少年探偵団「ボクと秘密の地図」』の主題歌。